# مدیریت ابر
مدیریت ابر مدیریت محصولات و خدمات پردازش ابری است.
ابرهای عمومی توسط ارائه دهندگان خدمات عمومی ابر مدیریت می‌شوند که شامل سرورهای محیط ابر عمومی، ذخیره‌سازی، شبکه‌ها و عملیات مرکز داده‌ها می‌شود. کاربران همچنین می‌توانند مدیریت ابر خدمات عمومی خود را با ابزار مدیریت ابر شخص ثالث مدیریت کنند.
کاربران خدمات عمومی ابر به‌طور کلی می‌توانند از سه دسته اساسی انتخاب شوند:
- خود تأمین کننده کاربر: مشتریان خدمات ابری را مستقیماً از ارائه دهنده خرید می‌کنند، معمولاً از طریق یک فرم وب یا رابط کنسول. مشتری بر اساس هر معامله می‌پردازد.
- تأمین پیشرفته: مشتریان پیش از یک مقدار از پیش تعیین شده منابع را قرارداد می‌کنند، که قبل از خدمات آماده می‌شوند. مشتری پرداختی صحیح یا هزینه ماهیانه را پرداخت می‌کند.
- ارائه پویا: ارائه دهنده منابع را هنگامی که مشتری به آنها نیاز دارد را اختصاص می‌دهد، پس از آن آنها دیگر نیازی به حذف ندارند. پایه پرداخت برای هر استفاده مشتری در آن محاسبه می‌شود.

مدیریت یک ابر خصوصی نیازمند به ابزارهای نرم‌افزاری برای کمک به ایجاد استخر مجازی از منابع محاسباتی، ارائه پورتال خود سرویس برای کاربران نهایی و رسیدگی به امنیت، تخصیص منابع، ردیابی و صدور صورت حساب است. ابزارهای مدیریتی برای ابرهای خصوصی، به عنوان مخالفت با منابع محور، به عنوان سرویس محور مطرح می‌شوند، زیرا محیط‌های ابر معمولاً مجازی هستند و از لحاظ بار کاری قابل حمل سازماندهی می‌شوند.
در محیط ابر ترکیبی، محاسبات، منابع شبکه و ذخیره‌سازی باید در چندین دامنه مدیریت شود، بنابراین یک استراتژی مدیریت خوب باید با تعیین آنچه که باید مدیریت شود، و در کجا و چگونه باید انجام شود. سیاست‌هایی که برای کمک به حاکمیت این دامنه‌ها باید شامل تنظیمات و نصب تصاویر، کنترل دسترسی و بودجه بندی و گزارش دهی باشد. کنترل دسترسی اغلب شامل استفاده از Single Sign-on (SSO است که کاربر آن را یکبار وارد می‌کند و دسترسی به همه سیستم‌ها را بدون نیاز به ورود به سیستم در هر یک از آنها به دست می‌آورد.

## جنبه‌های سیستم مدیریت ابر
یک سیستم مدیریت ابر ترکیبی از نرم‌افزار و فناوری در یک طراحی برای مدیریت محیط‌های ابر است. توسعه دهندگان نرم‌افزار به چالش‌های مدیریت پردازش ابر با سیستم‌های مدیریت ابر پاسخ داده‌اند.
حداقل یک سیستم مدیریت ابر باید قابلیت این را داشته باشد که:
- مدیریت مجموعه ای از محاسبات ناهمگن منابع
- دسترسی به کاربران نهایی را فراهم کند.
- نظارت بر امنیت
- مدیریت تخصیص منابع
- مدیریت ردیابی

برای برنامه‌های کامپوزیتی، سیستم‌های مدیریت ابر نیز شامل چارچوب برای نقشه‌برداری کار و مدیریت است.
شرکت‌هایی که با اجرای مقیاس بزرگ در ابعاد می‌توانند ابزارهای قوی مدیریت ابر را شامل می‌شوند که شامل ویژگی‌های خاصی نظیر توانایی مدیریت سیستم عامل‌های چندگانه از یک نقطه مرجع یا تجزیه و تحلیل هوشمند برای خودکار سازی فرایندها مانند مدیریت چرخه زندگی هستند. ابزار مدیریت پایان بالا باید [تحقیق اولیه؟] نیز توانایی اداره کردن خرابی سیستم به‌طور خودکار با قابلیت‌های مانند خود نظارت، مکانیسم آگاه‌سازی صریح، و شامل قابلیت‌های شکست خورده و خودشناسی است. سیسکو به تازگی { چه زمانی [؟}InterCloud خود را راه اندازی کرد برای ارائه انعطاف‌پذیری به صورت پویا حجم کار در محیط‌های عمومی و خصوصی محیط‌های ابر مدیریت کرد.
مفهوم پلتفرم مدیریت ابر (CMP) ظهور کرده‌است.

## بخش دوم از پردازش ابری
زیرساخت‌های مدیریت میراث، که بر اساس مفهوم روابط سیستم اختصاصی و ساختارهای معماری است، به خوبی برای محیط‌های ابر که در آن نمونه‌ها به‌طور مداوم راه اندازی شده و از بین می‌روند، مناسب نیستند. در عوض، ماهیت دینامیکی رایانش ابری، ابزار نظارت و مدیریت است که سازگار، قابل گسترش و قابل تنظیم هستند.

### چالش‌های مدیریت ابری
پردازش ابری، تعدادی چالش مدیریتی را ارائه می‌دهد. شرکت‌هایی که از ابرهای عمومی استفاده می‌کنند، مالکیت تجهیزات میزبانی محیط ابر را نداشته و به همین علت که محیط در داخل شبکه‌های خود قرار نگرفته‌است، مشتریان ابر عمومی، دیداری کامل و کنترل ندارند. کاربران سرویس ابرهای عمومی نیز باید با یک معماری تعریف شده توسط ارائه دهنده ابر، با استفاده از پارامترهای خاص خود برای کار با مولفه‌های ابر، ادغام شوند. ادغام شامل اتصال به APIهای ابر برای پیکربندی آدرس‌های IP، زیر شبکه‌ها، فایروال‌ها و توابع خدمات داده برای ذخیره‌سازی می‌باشد. از آنجا که کنترل این توابع بر اساس زیرساخت و سرویس دهنده ارائه دهنده ابر است، کاربران ابرهای عمومی باید با مدیریت زیرساخت ابری ادغام شوند.
<o:p></o:p><o:p></o:p>مدیریت ظرفیت چالشی برای هر دو محیط عمومی و خصوصی است زیرا کاربران نهایی توانایی راه اندازی برنامه‌ها با استفاده از پورتال‌های خودپرداز را دارند. برنامه‌های کاربردی از هر اندازه ممکن است در محیط ظاهر شوند، مقدار زیادی از منابع غیرقابل پیش بینی را مصرف می‌کنند و در هر زمان ناپدید می‌شوند. یک راه حل ممکن است برنامه‌های کاربردی بر روی منابع محاسباتی را تشریح کند. در نتیجه، مدل‌های عملکردی می‌توانند پیش بینی کنند که چگونه استفاده از منابع با توجه به الگوهای برنامه تغییر می‌کند؛ بنابراین، منابع می‌تواند به صورت پویا مقیاس پذیری برای تقاضای مورد انتظار باشد. این برای ارائه دهندگان ابر بسیار ضروری است که نیاز به منابع سریع برای پاسخگویی به تقاضای رو به رشد توسط برنامه‌های خود دارند.
<o:p></o:p><o:p></o:p>بازپرداخت یا استفاده از منابع قیمت گذاری به صورت دانه ای یک چالش برای محیط‌های عمومی و خصوصی ابر است. باز پرداخت یک چالش برای ارائه دهندگان سرویس ابر عمومی است؛ زیرا آنها باید خدماتشان را با رقابتی قیمت دهند و در عین حال سود ایجاد کنند. کاربران خدمات ابری عمومی ممکن است به چالش کشیدن بازپرداخت کمک کنند زیرا گروه‌های فناوری اطلاعات برای ارزیابی هزینه‌های واقعی منابع به صورت دانه ای دشوار است به دلیل منابع همپوشانی درون یک سازمان که ممکن است توسط یک واحد کسب و کار شخصی پرداخت شود، مانند برق. برای اپراتورهای ابر خصوصی، بازپرداخت نسبتاً ساده است، اما چالش نهفته در حدس زدن چگونگی تخصیص منابع به عنوان منابع نزدیک به منابع واقعی برای دستیابی به بیشترین بهره‌وری عملیاتی است. بیش از بودجه می‌تواند یک خطر باشد.
<o:p></o:p><o:p></o:p>محیط ابر ترکیبی، که خدمات عمومی و خصوصی ابر را ترکیب می‌کند، گاهی اوقات با عناصر زیرساختی سنتی، مجموعه خود را از چالش‌های مدیریتی ارائه می‌دهد. اینها شامل نگرانی‌های امنیتی است اگر داده‌های حساس بر روی سرورهای ابر عمومی قرار می‌گیرند، نگرانی‌های مربوط به بودجه در مورد استفاده بیش از حد از ذخیره‌سازی یا پهنای باند و ترویج تصاویر نادرست. مدیریت جریان اطلاعات در محیط ابر ترکیبی همچنین یک چالش مهم است. ابرهای مستقر باید اطلاعات را با برنامه‌های میزبانی خارج از محل توسط ارائه دهندگان ابر به اشتراک بگذارند، و این اطلاعات ممکن است دائماً تغییر کند. محیط ابر ترکیبی نیز معمولاً شامل ترکیبی پیچیده از سیاست‌ها، مجوزها و محدودیت‌هایی است که باید به‌طور مداوم در میان ابرهای عمومی و خصوصی مدیریت شود.

## ابر خدمات کارگذاری
مانند هر شرکت کارگزاری دیگری حق‌العمل یک سرویس ابری CSB خدمات ابری را برای مشتریان مدیریت می‌کند. گارتنر توضیح می‌دهد که CSBها نقش واسطه ای در فرایند مدیریت محاسبات ابر دارند. کارگزاران ابر خدمات تلفیقی را از یک یا چند منبع تلفیق می‌کنند و به مشتریان اجازه دسترسی از طریق پرتال را می‌دهد.